# A Fazenda 9
A Fazenda 9 foi a nona temporada do reality show brasileiro A Fazenda, que foi exibida pela RecordTV entre 12 de setembro e 7 de dezembro de 2017. A temporada especial foi apresentada por Roberto Justus, com direção geral de Rodrigo Carelli. Contou com 16 ex-participantes de reality shows da televisão brasileira, confinados em uma nova sede, localizada em Itapecerica da Serra (Grande São Paulo). Por lá, eles teriam de lidar com novos bichos e também enfrentar provas inéditas. O vencedor da competição levaria para casa até 2 milhões de reais em prêmios, sendo 1,5 milhão para o grande vencedor e 500 mil em prêmios ao longo do programa.
A vencedora da temporada foi a atriz e apresentadora Flávia Viana, que enfrentou o médico Marcos Härter e o youtuber Matheus Lisboa na final do programa. Flávia recebeu 1,5 milhão de reais e Marcos foi premiado com um carro zero quilômetro por seu segundo lugar. A final teve a maior votação de todas as edições do programa até então, com mais de 65 milhões de votos, perdendo para roças e finais de edições posteriores.

## Formato
A nona edição de A Fazenda traz dezesseis participantes: todos eles participaram de algum reality show brasileiro e perderam, mas recebem uma "Nova Chance" nesta temporada. A lista oficial de participantes foi revelada na noite de estreia. A mecânica do reality é a mesma da temporada anterior, mostrando o dia a dia dos peões com as dinâmicas listadas abaixo:
- Sexta-feira: Prova da Chave
- Sábado: Festa
- Domingo: Convivência
- Segunda-feira: Atividade Especial e Formação de Roça
- Terça-feira: Prova do Fazendeiro
- Quarta-feira: Convivência
- Quinta-feira: Eliminação

Observação
- Em virtude da exibição dos últimos dois episódios do Dancing Brasil 2, as duas primeiras formações de roça aconteceram excepcionalmente nas terças-feiras (19 e 26 de setembro de 2017), ao vivo,com a Prova do Fazendeiro sendo realizada logo em seguida;
- A primeira formação de roça realizada em uma segunda-feira ocorreu apenas em 02 de outubro de 2017.

Na estreia do reality, Roberto Justus anunciou a primeira Prova do Fazendeiro, a disputa foi dividida em duas partes. Na primeira etapa, os peões usaram um maçarico para queimar uma das 18 cordas disponíveis no campo de batalhas. Ao serem aquecidas, elas acionavam um painel com comandos, que variavam entre eliminar e resgatar alguém da disputa ou conceder benefícios. Já na segunda etapa, a prova terminou depois que restou apenas duas competidoras. Monick Camargo e Flávia Viana foram as vencedoras. No momento, Justus informou que os confinados seriam divididos em dois grupos: Ferro e Fogo.
A Equipe Ferro é representada pela cor verde, e a Equipe Fogo pela cor roxa. A cada semana os dois grupos indicam dois participantes para concorrer o direito de realizar a Prova da Chave, estes que vão a uma votação popular através do site, onde o vencedor de cada equipe pode realizar a prova. O perdedor da Prova da Chave de cada semana, deve escolher obrigatoriamente um participante de cada grupo (ou do mesmo grupo)  para morar na baia dos cavalos durante uma semana inteira com ele. A primeira fazendeira foi Flávia Viana, numa prova ao vivo na estreia de A Fazenda. Depois do resultado da Prova da Chave Especial, a divisão dos participantes em equipes deixou de existir.
- Baia: É o local onde os cavalos dormem, mas também onde a cada semana três peões são enviados para passar alguns dias após perderem o direito de ficar na sede. No local, eles dormem na companhia de cavalos. O perdedor da Prova da Chave deve indicar dois integrantes (da mesma equipe ou da outra equipe) para passar uma semana completa na Baia com ele.
- Prova da Chave Especial: A Prova da Chave Especial foi disputada pela equipe que angariou o maior número de competidores até a nona semana. A vencedora foi Flávia Viana, que derrotou os companheiros da equipe Ferro (Marcelo Zangrandi, Matheus Lisboa, Monick Camargo e Monique Amin). Com o resultado, Flávia ganhou um carro no valor de 80 mil reais. Os outros integrantes da equipe também receberam prêmios menores.

## Transmissão
A transmissão era feita online, 24 horas (exceto sexta-feira), grátis pelo Portal R7 e via aplicativo de mesmo nome para Android e iOS.
A reta final da temporada iniciou após a eliminação de Yuri Fernandes, em 30 de novembro de 2017, e perdurou por 7 dias, abarcando as últimas 2 eliminações até a Grande Final em 07 de dezembro de 2017.

## Participantes
Abaixo, a lista dos participantes da edição com suas respectivas idades e ocupações (descritas na estreia do programa), bem como os reality shows que integraram originalmente.
| Participante                                | Profissão                                           | Reality show de origem | Equipe   | Equipe                                 | Resultado                               |
| Participante                                | Profissão                                           | Reality show de origem | Semana 1 | Semana 5                               | Resultado                               |
| ------------------------------------------- | --------------------------------------------------- | ---------------------- | -------- | -------------------------------------- | --------------------------------------- |
| Flávia Viana 33 anos, São Paulo - SP        | Atriz                                               | Big Brother Brasil 7   | Fogo     | Ferro                                  | Vencedora em 7 de dezembro de 2017      |
| Marcos Härter 38 anos, Porto Alegre - RS    | Médico                                              | Big Brother Brasil 17  | Fogo     | Fogo                                   | 2º lugar em 7 de dezembro de 2017       |
| Matheus Lisboa 27 anos, Barra Longa - MG    | YouTuber                                            | Big Brother Brasil 16  | Ferro    | Ferro                                  | 3º lugar em 7 de dezembro de 2017       |
| Monick Camargo 24 anos, Anápolis - GO       | Modelo                                              | A Casa                 | Ferro    | Ferro                                  | 13ª eliminada em 5 de dezembro de 2017  |
| Rita Cadillac 63 anos, Rio de Janeiro - RJ  | Cantora e atriz                                     | A Fazenda 6            | Ferro    | Fogo                                   | 12ª eliminada em 4 de dezembro de 2017  |
| Yuri Fernandes 31 anos, Goiânia - GO        | Empresário, esportista e modelo                     | Big Brother Brasil 12  | Fogo     | Fogo                                   | 11º eliminado em 30 de novembro de 2017 |
| Monique Amin 29 anos, Florianópolis - SC    | Modelo e empresária                                 | Big Brother Brasil 12  | Ferro    | Ferro                                  | 10ª eliminada em 23 de novembro de 2017 |
| Marcelo Zangrandi 31 anos, São Paulo - SP   | Humorista e empresário                              | Power Couple 2         | Ferro    | Ferro                                  | 9º eliminado em 16 de novembro de 2017  |
| Ana Paula Minerato 26 anos, São Paulo - SP  | Modelo e repórter                                   | A Fazenda 8            | Ferro    | Ferro                                  | 8ª eliminada em 9 de novembro de 2017   |
| Aritana Maroni 38 anos, São Paulo - SP      | Cozinheira                                          | Masterchef 2           | Fogo     | Fogo                                   | 7ª eliminada em 2 de novembro de 2017   |
| Conrado 49 anos, Belo Horizonte - MG        | Cantor                                              | Power Couple           | Fogo     | Fogo                                   | 6º eliminado em 26 de outubro de 2017   |
| Nahim 65 anos, Miguelópolis - SP            | Apresentador e cantor                               | Aprendiz Celebridades  | Fogo     | Fogo                                   | 5º eliminado em 19 de outubro de 2017   |
| Dinei 47 anos, São Paulo - SP               | Ex-jogador de futebol                               | A Fazenda 4            | Fogo     |                                        | 4º eliminado em 12 de outubro de 2017   |
| Fabio Arruda 47 anos, Rio de Janeiro - RJ   | Consultor de etiqueta e estilo e apresentador de TV | A Fazenda              | Ferro    | 3º eliminado em 5 de outubro de 2017   |                                         |
| Adriana Bombom 43 anos, Rio de Janeiro - RJ | Apresentadora e repórter                            | A Fazenda 2            | Fogo     | 2ª eliminada em 28 de setembro de 2017 |                                         |
| Nicole Bahls 31 anos, Londrina - PR         | Humorista e apresentadora                           | A Fazenda 5            | Ferro    | 1ª eliminada em 21 de setembro de 2017 |                                         |

## Histórico
Legenda geral
|  | Equipe Ferro |  | Equipe Fogo |  | Fim de equipes |

### Prêmios extras
Essa temporada de A Fazenda prometeu distribuir 500 000 reais em prêmios ao longo do programa. Confira abaixo as conquistas dos peões.
| Semana | Prova                                                    | Prêmio                                                    | Ganhador  | Mediador |
| ------ | -------------------------------------------------------- | --------------------------------------------------------- | --------- | -------- |
| 1      | Atividade "Caça ao Tesouro"                              | R$ 10.000 dividido para dois                              | Bombom    | Rita     |
| 1      | Atividade "Caça ao Tesouro"                              | R$ 10.000 dividido para dois                              | Dinei     | Rita     |
| 1      | Presentes aos peões                                      | Carro 0 km no valor de R$ 80.000                          | Dinei     | Rita     |
| 1      | Envelope Prateado Concedido pelo container de Yuri       | Viagem para Dubai com direito a um acompanhante           | Ana Paula | Yuri     |
| 3      | Envelope Vermelho Concedido pelo container de Yuri       | R$ 10.000                                                 | Nahim     | Yuri     |
| 3      | Atividade "A Galinha do Ovo de Ouro"                     | R$ 20.000                                                 | Monique   | Monique  |
| 6      | Envelope Dourado Concedido pela "Prova da Chave"         | Carro 0 km no valor de R$ 80.000                          | Monique   | Monique  |
| 7      | Prova da Chave Resistência e força de vontade (tentação) | R$ 20.000                                                 | Rita      | Rita     |
| 7      | Prova da Chave Resistência e força de vontade (tentação) | R$ 10.000                                                 | Aritana   | Aritana  |
| 7      | Envelope Dourado Concedido pela "Prova da Chave"         | Viagem para a África do Sul com direito a um acompanhante | Monick    | Monick   |
| 8      | Envelope Dourado Concedido pela "Prova da Chave"         | R$ 20.000                                                 | Matheus   | Matheus  |
| 9      | Prova da Chave Especial                                  | R$ 5.000                                                  | Monick    | Monick   |
| 9      | Prova da Chave Especial                                  | R$ 10.000                                                 | Monique   | Monique  |
| 9      | Prova da Chave Especial                                  | R$ 10.000                                                 | Matheus   | Matheus  |
| 9      | Prova da Chave Especial                                  | R$ 25.000                                                 | Marcelo   | Marcelo  |
| 9      | Prova da Chave Especial                                  | Carro 0 km no valor de R$ 80.000                          | Flávia    | Flávia   |
| 11     | Envelope Dourado Concedido pela "Prova da Chave"         | R$ 10.000                                                 | Monick    | Monick   |

### Poder da Chave
Desde de sua quinta temporada, os participantes competem para ganhar o Poder da Chave.  O Poder da Chave dá o direito ao detentor de abrir o container que pode ter consequências boas ou ruins no processo de formação da Roça. Diferente das outras edições, nesta, os poderes já são subdivididos em três envelopesː dourado, prateado e vermelho. O envelope dourado fica com o vencedor da Prova da Chave e traz um benefício para ele. O envelope prateado e o vermelho são definidos também pelo vencedor da prova, que ao vencer, delega dois peões, um para cada envelope, sendo o prateado um benefício para quem ele(a) escolher e o vermelho, um malefício, definido pelo público através do R7.com dentre três opções.
O perdedor da prova está automaticamente na baia e escolhe outros dois peões de qualquer equipe para ir ao local com ele.
| Semana | Participantes | Líder da prova | Ganhador | Excluídos                  | Consequências |
| ------ | ------------- | -------------- | -------- | -------------------------- | --- |
| 1      | Marcelo       | Nicole         | Yuri     | Monick Monique Nicole      | Envelope Dourado (Yuri)ː Vetar dois peões da formação da Roça (Ana Paula e Matheus). Envelope Prateado (Ana Paula)ː Ganhou uma viagem para Dubai com direito a um acompanhante. Envelope Vermelho (Matheus)ː Lavar toda a louça pelas próximas 48 horas. |
| 1      | Matheus       | Nicole         | Yuri     | Monick Monique Nicole      | Envelope Dourado (Yuri)ː Vetar dois peões da formação da Roça (Ana Paula e Matheus). Envelope Prateado (Ana Paula)ː Ganhou uma viagem para Dubai com direito a um acompanhante. Envelope Vermelho (Matheus)ː Lavar toda a louça pelas próximas 48 horas. |
| 1      | Monique       | Nicole         | Yuri     | Monick Monique Nicole      | Envelope Dourado (Yuri)ː Vetar dois peões da formação da Roça (Ana Paula e Matheus). Envelope Prateado (Ana Paula)ː Ganhou uma viagem para Dubai com direito a um acompanhante. Envelope Vermelho (Matheus)ː Lavar toda a louça pelas próximas 48 horas. |
| 1      | Nicole        | Nicole         | Yuri     | Monick Monique Nicole      | Envelope Dourado (Yuri)ː Vetar dois peões da formação da Roça (Ana Paula e Matheus). Envelope Prateado (Ana Paula)ː Ganhou uma viagem para Dubai com direito a um acompanhante. Envelope Vermelho (Matheus)ː Lavar toda a louça pelas próximas 48 horas. |
| 1      | Aritana       | Yuri           | Yuri     | Monick Monique Nicole      | Envelope Dourado (Yuri)ː Vetar dois peões da formação da Roça (Ana Paula e Matheus). Envelope Prateado (Ana Paula)ː Ganhou uma viagem para Dubai com direito a um acompanhante. Envelope Vermelho (Matheus)ː Lavar toda a louça pelas próximas 48 horas. |
| 1      | Conrado       | Yuri           | Yuri     | Monick Monique Nicole      | Envelope Dourado (Yuri)ː Vetar dois peões da formação da Roça (Ana Paula e Matheus). Envelope Prateado (Ana Paula)ː Ganhou uma viagem para Dubai com direito a um acompanhante. Envelope Vermelho (Matheus)ː Lavar toda a louça pelas próximas 48 horas. |
| 1      | Marcos        | Yuri           | Yuri     | Monick Monique Nicole      | Envelope Dourado (Yuri)ː Vetar dois peões da formação da Roça (Ana Paula e Matheus). Envelope Prateado (Ana Paula)ː Ganhou uma viagem para Dubai com direito a um acompanhante. Envelope Vermelho (Matheus)ː Lavar toda a louça pelas próximas 48 horas. |
| 1      | Yuri          | Yuri           | Yuri     | Monick Monique Nicole      | Envelope Dourado (Yuri)ː Vetar dois peões da formação da Roça (Ana Paula e Matheus). Envelope Prateado (Ana Paula)ː Ganhou uma viagem para Dubai com direito a um acompanhante. Envelope Vermelho (Matheus)ː Lavar toda a louça pelas próximas 48 horas. |
| 2      | Marcos        | Marcos         | Marcos   | Conrado Marcelo Matheus    | Envelope Dourado (Marcos)ː Imunidade para si ou para outro peão (Conrado). Envelope Prateado (Nahim)ː Seu voto será duplicado. Envelope Vermelho (Aritana)ː Votar em um membro do próprio grupo (Flávia). |
| 2      | Matheus       |                | Marcos   | Conrado Marcelo Matheus    | Envelope Dourado (Marcos)ː Imunidade para si ou para outro peão (Conrado). Envelope Prateado (Nahim)ː Seu voto será duplicado. Envelope Vermelho (Aritana)ː Votar em um membro do próprio grupo (Flávia). |
| 3      | Ana Paula     | Marcelo        | Yuri     | Conrado Dinei Marcelo Rita | Envelope Dourado (Yuri)ː Indicar um peão da sede (Conrado) para trocar de lugar com alguém da baia (Rita). Envelope Prateado (Marcos)ː Não terá direito ao voto. Envelope Vermelho (Nahim)ː Escolher entre ganhar R$ 10 mil ou imunidade. |
| 3      | Marcelo       | Marcelo        | Yuri     | Conrado Dinei Marcelo Rita | Envelope Dourado (Yuri)ː Indicar um peão da sede (Conrado) para trocar de lugar com alguém da baia (Rita). Envelope Prateado (Marcos)ː Não terá direito ao voto. Envelope Vermelho (Nahim)ː Escolher entre ganhar R$ 10 mil ou imunidade. |
| 3      | Dinei         | Yuri           | Yuri     | Conrado Dinei Marcelo Rita | Envelope Dourado (Yuri)ː Indicar um peão da sede (Conrado) para trocar de lugar com alguém da baia (Rita). Envelope Prateado (Marcos)ː Não terá direito ao voto. Envelope Vermelho (Nahim)ː Escolher entre ganhar R$ 10 mil ou imunidade. |
| 3      | Yuri          | Yuri           | Yuri     | Conrado Dinei Marcelo Rita | Envelope Dourado (Yuri)ː Indicar um peão da sede (Conrado) para trocar de lugar com alguém da baia (Rita). Envelope Prateado (Marcos)ː Não terá direito ao voto. Envelope Vermelho (Nahim)ː Escolher entre ganhar R$ 10 mil ou imunidade. |
| 4      | Ana Paula     | Ana Paula      | Flávia   | Ana Paula Aritana Marcos   | Envelope Dourado (Flávia)ː Decidir se o terceiro roceiro seria escolhido entre os peões da baia ou da sede, estando neste imune à indicação. Envelope Prateado (Yuri)ː Trocar dois peões de equipe (Flávia e Rita). Envelope Vermelho (Conrado)ː O peão terá voto duplo, porém, qualquer voto dado contra ele também valerá duplamente. |
| 4      | Flávia        |                | Flávia   | Ana Paula Aritana Marcos   | Envelope Dourado (Flávia)ː Decidir se o terceiro roceiro seria escolhido entre os peões da baia ou da sede, estando neste imune à indicação. Envelope Prateado (Yuri)ː Trocar dois peões de equipe (Flávia e Rita). Envelope Vermelho (Conrado)ː O peão terá voto duplo, porém, qualquer voto dado contra ele também valerá duplamente. |
| 5      | Conrado       | Conrado        | Marcelo  | Conrado Marcos Nahim       | Envelope Dourado (Marcelo): Teve o direito de anular quatro votos da Roça (Aritana, Marcos, Monick e Nahim). Envelope Prateado (Matheus): Teve sua primeira opção de voto anulada (Rita) e teve que escolher um segundo peão para receber seu voto (Aritana). Envelope Vermelho (Flávia): Escolher um peão de cada equipe para terem seus votos dobrados (Matheus e Rita).                                                                                                  |
| 5      | Nahim         | Conrado        | Marcelo  | Conrado Marcos Nahim       | Envelope Dourado (Marcelo): Teve o direito de anular quatro votos da Roça (Aritana, Marcos, Monick e Nahim). Envelope Prateado (Matheus): Teve sua primeira opção de voto anulada (Rita) e teve que escolher um segundo peão para receber seu voto (Aritana). Envelope Vermelho (Flávia): Escolher um peão de cada equipe para terem seus votos dobrados (Matheus e Rita).                                                                                                  |
| 5      | Marcelo       | Marcelo        | Marcelo  | Conrado Marcos Nahim       | Envelope Dourado (Marcelo): Teve o direito de anular quatro votos da Roça (Aritana, Marcos, Monick e Nahim). Envelope Prateado (Matheus): Teve sua primeira opção de voto anulada (Rita) e teve que escolher um segundo peão para receber seu voto (Aritana). Envelope Vermelho (Flávia): Escolher um peão de cada equipe para terem seus votos dobrados (Matheus e Rita).                                                                                                  |
| 5      | Matheus       | Marcelo        | Marcelo  | Conrado Marcos Nahim       | Envelope Dourado (Marcelo): Teve o direito de anular quatro votos da Roça (Aritana, Marcos, Monick e Nahim). Envelope Prateado (Matheus): Teve sua primeira opção de voto anulada (Rita) e teve que escolher um segundo peão para receber seu voto (Aritana). Envelope Vermelho (Flávia): Escolher um peão de cada equipe para terem seus votos dobrados (Matheus e Rita).                                                                                                  |
| 6      | Aritana       | Aritana        | Monique  | Aritana Flávia Marcelo     | Envelope Dourado (Monique)ː Ganhou um carro 0 km, no valor de R$ 80 mil. Envelope Prateado (Monick)ː Abrir mão do voto na Roça por imunidade ou manter o direito de votar. Envelope Vermelho (Ana Paula)ː Se você receber qualquer voto de um membro do seu grupo, você será o segundo roceiro, independente do resultado da votação. |
| 6      | Monique       |                | Monique  | Aritana Flávia Marcelo     | Envelope Dourado (Monique)ː Ganhou um carro 0 km, no valor de R$ 80 mil. Envelope Prateado (Monick)ː Abrir mão do voto na Roça por imunidade ou manter o direito de votar. Envelope Vermelho (Ana Paula)ː Se você receber qualquer voto de um membro do seu grupo, você será o segundo roceiro, independente do resultado da votação. |
| 7      | Aritana       | Marcos         | Monick   | Aritana Marcos Rita        | Envelope Dourado (Monick)ː Ganhou uma viagem para a África do Sul com direito a um acompanhante. Envelope Prateado (Ana Paula)ː Trocar o terceiro indicado à Roça (Marcos) por qualquer peão da sede (Yuri). Envelope Vermelho (Matheus)ː Se o fazendeiro (Marcelo) indicar o dono do envelope vermelho (Matheus) à Roça, ele ganha um prêmio de R$ 20 mil. |
| 7      | Marcos        | Marcos         | Monick   | Aritana Marcos Rita        | Envelope Dourado (Monick)ː Ganhou uma viagem para a África do Sul com direito a um acompanhante. Envelope Prateado (Ana Paula)ː Trocar o terceiro indicado à Roça (Marcos) por qualquer peão da sede (Yuri). Envelope Vermelho (Matheus)ː Se o fazendeiro (Marcelo) indicar o dono do envelope vermelho (Matheus) à Roça, ele ganha um prêmio de R$ 20 mil. |
| 7      | Rita          | Marcos         | Monick   | Aritana Marcos Rita        | Envelope Dourado (Monick)ː Ganhou uma viagem para a África do Sul com direito a um acompanhante. Envelope Prateado (Ana Paula)ː Trocar o terceiro indicado à Roça (Marcos) por qualquer peão da sede (Yuri). Envelope Vermelho (Matheus)ː Se o fazendeiro (Marcelo) indicar o dono do envelope vermelho (Matheus) à Roça, ele ganha um prêmio de R$ 20 mil. |
| 7      | Ana Paula     | Monick         | Monick   | Aritana Marcos Rita        | Envelope Dourado (Monick)ː Ganhou uma viagem para a África do Sul com direito a um acompanhante. Envelope Prateado (Ana Paula)ː Trocar o terceiro indicado à Roça (Marcos) por qualquer peão da sede (Yuri). Envelope Vermelho (Matheus)ː Se o fazendeiro (Marcelo) indicar o dono do envelope vermelho (Matheus) à Roça, ele ganha um prêmio de R$ 20 mil. |
| 7      | Matheus       | Monick         | Monick   | Aritana Marcos Rita        | Envelope Dourado (Monick)ː Ganhou uma viagem para a África do Sul com direito a um acompanhante. Envelope Prateado (Ana Paula)ː Trocar o terceiro indicado à Roça (Marcos) por qualquer peão da sede (Yuri). Envelope Vermelho (Matheus)ː Se o fazendeiro (Marcelo) indicar o dono do envelope vermelho (Matheus) à Roça, ele ganha um prêmio de R$ 20 mil. |
| 7      | Monick        | Monick         | Monick   | Aritana Marcos Rita        | Envelope Dourado (Monick)ː Ganhou uma viagem para a África do Sul com direito a um acompanhante. Envelope Prateado (Ana Paula)ː Trocar o terceiro indicado à Roça (Marcos) por qualquer peão da sede (Yuri). Envelope Vermelho (Matheus)ː Se o fazendeiro (Marcelo) indicar o dono do envelope vermelho (Matheus) à Roça, ele ganha um prêmio de R$ 20 mil. |
| 8      | Marcelo       | Matheus        | Matheus  | Ana Paula Marcelo Rita     | Envelope Dourado (Matheus)ː Você ganhou R$ 20 mil e deve imunizar um participante (Flávia). Envelope Prateado (Marcelo)ː Você receberá um vídeo da sua família. Envelope Vermelho (Monique)ː O terceiro indicado à Roça será definido pela dinâmica do resta um, você deve iniciá-la salvando um peão (Monick). |
| 8      | Matheus       | Matheus        | Matheus  | Ana Paula Marcelo Rita     | Envelope Dourado (Matheus)ː Você ganhou R$ 20 mil e deve imunizar um participante (Flávia). Envelope Prateado (Marcelo)ː Você receberá um vídeo da sua família. Envelope Vermelho (Monique)ː O terceiro indicado à Roça será definido pela dinâmica do resta um, você deve iniciá-la salvando um peão (Monick). |
| 8      | Marcos        | Rita           | Matheus  | Ana Paula Marcelo Rita     | Envelope Dourado (Matheus)ː Você ganhou R$ 20 mil e deve imunizar um participante (Flávia). Envelope Prateado (Marcelo)ː Você receberá um vídeo da sua família. Envelope Vermelho (Monique)ː O terceiro indicado à Roça será definido pela dinâmica do resta um, você deve iniciá-la salvando um peão (Monick). |
| 8      | Rita          | Rita           | Matheus  | Ana Paula Marcelo Rita     | Envelope Dourado (Matheus)ː Você ganhou R$ 20 mil e deve imunizar um participante (Flávia). Envelope Prateado (Marcelo)ː Você receberá um vídeo da sua família. Envelope Vermelho (Monique)ː O terceiro indicado à Roça será definido pela dinâmica do resta um, você deve iniciá-la salvando um peão (Monick). |
| 9      | Flávia        | Flávia         | Flávia   | Rita Yuri                  | Envelope Dourado (Flávia)ː Indicar alguém da sede, livre da Roça, para disputar a prova do fazendeiro (Matheus), se não estiver na Roça, pode se auto-indicar. O fazendeiro (Marcos) deve indicar alguém da baia para disputar a mesma prova (Yuri). Envelope Prateado (Marcelo)ː Estará indicado à próxima Roça, salvo se for eliminado ou tornando-se o próximo fazendeiro. Envelope Vermelho (Matheus)ː Não pode receber votos dos peões, exceto do fazendeiro (Marcos). |
| 9      | Marcelo       |                | Flávia   | Rita Yuri                  | Envelope Dourado (Flávia)ː Indicar alguém da sede, livre da Roça, para disputar a prova do fazendeiro (Matheus), se não estiver na Roça, pode se auto-indicar. O fazendeiro (Marcos) deve indicar alguém da baia para disputar a mesma prova (Yuri). Envelope Prateado (Marcelo)ː Estará indicado à próxima Roça, salvo se for eliminado ou tornando-se o próximo fazendeiro. Envelope Vermelho (Matheus)ː Não pode receber votos dos peões, exceto do fazendeiro (Marcos). |
| 9      | Matheus       |                | Flávia   | Rita Yuri                  | Envelope Dourado (Flávia)ː Indicar alguém da sede, livre da Roça, para disputar a prova do fazendeiro (Matheus), se não estiver na Roça, pode se auto-indicar. O fazendeiro (Marcos) deve indicar alguém da baia para disputar a mesma prova (Yuri). Envelope Prateado (Marcelo)ː Estará indicado à próxima Roça, salvo se for eliminado ou tornando-se o próximo fazendeiro. Envelope Vermelho (Matheus)ː Não pode receber votos dos peões, exceto do fazendeiro (Marcos). |
| 9      | Monick        |                | Flávia   | Rita Yuri                  | Envelope Dourado (Flávia)ː Indicar alguém da sede, livre da Roça, para disputar a prova do fazendeiro (Matheus), se não estiver na Roça, pode se auto-indicar. O fazendeiro (Marcos) deve indicar alguém da baia para disputar a mesma prova (Yuri). Envelope Prateado (Marcelo)ː Estará indicado à próxima Roça, salvo se for eliminado ou tornando-se o próximo fazendeiro. Envelope Vermelho (Matheus)ː Não pode receber votos dos peões, exceto do fazendeiro (Marcos). |
| 9      | Monique       |                | Flávia   | Rita Yuri                  | Envelope Dourado (Flávia)ː Indicar alguém da sede, livre da Roça, para disputar a prova do fazendeiro (Matheus), se não estiver na Roça, pode se auto-indicar. O fazendeiro (Marcos) deve indicar alguém da baia para disputar a mesma prova (Yuri). Envelope Prateado (Marcelo)ː Estará indicado à próxima Roça, salvo se for eliminado ou tornando-se o próximo fazendeiro. Envelope Vermelho (Matheus)ː Não pode receber votos dos peões, exceto do fazendeiro (Marcos). |
| 10     | Flávia        | Flávia         | Rita     | Flávia Monick              | Envelope Dourado (Rita)ː O peão estará imune à Roça da semana. Envelope Prateado (Yuri)ː Trocar o terceiro indicado à Roça (Flávia) por qualquer peão da sede (Monique). Envelope Vermelho (Monique)ː Seu voto será anulado, mas só saberá disso após a votação. |
| 10     | Rita          |                | Rita     | Flávia Monick              | Envelope Dourado (Rita)ː O peão estará imune à Roça da semana. Envelope Prateado (Yuri)ː Trocar o terceiro indicado à Roça (Flávia) por qualquer peão da sede (Monique). Envelope Vermelho (Monique)ː Seu voto será anulado, mas só saberá disso após a votação. |
| 11     | Monick        | Monick         | Monick   | (nenhum)                   | Envelope Dourado (Monick)ː Manter o seu voto ou ter o voto anulado e ganhar R$ 10 mil. Envelope Prateado (Yuri)ː Você é o terceiro indicado à Roça. Caso já esteja na Roça, indique outro peão (Matheus). Envelope Vermelho (Rita)ː Você estará imune à indicação do fazendeiro (Marcos). |
| 11     | Yuri          |                | Monick   | (nenhum)                   | Envelope Dourado (Monick)ː Manter o seu voto ou ter o voto anulado e ganhar R$ 10 mil. Envelope Prateado (Yuri)ː Você é o terceiro indicado à Roça. Caso já esteja na Roça, indique outro peão (Matheus). Envelope Vermelho (Rita)ː Você estará imune à indicação do fazendeiro (Marcos). |

### Delegação das obrigações
Toda semana, o Fazendeiro da semana tem que delegar uma obrigação para os peões, como cuidar das vacas, das aves e das plantas.
|                            | Sem. 1                                 | Sem. 2                          | Sem. 3                       | Sem. 4        | Sem. 5            | Sem. 6    | Sem. 7    | Sem. 8    | Sem. 9    | Sem. 10 | Sem. 11 | Sem. 12 |
| -------------------------- | -------------------------------------- | ------------------------------- | ---------------------------- | ------------- | ----------------- | --------- | --------- | --------- | --------- | ------- | ------- | ------- |
| Fazendeiro                 | Flávia                                 | Ana Paula                       | Matheus                      | Nahim         | Yuri              | Marcos    | Marcelo   | Yuri      | Marcos    | Matheus | Marcos  | Matheus |
| Vacas                      | Dinei                                  | Yuri                            | Yuri                         | Marcos        | Dinei             | Marcelo   | Ana Paula | Ana Paula | Yuri      | Yuri    | Yuri    | Yuri    |
| Vacas                      | Dinei                                  | Yuri                            | Yuri                         | Marcos        | Ana Paula         | Marcelo   | Ana Paula | Ana Paula | Yuri      | Yuri    | Yuri    | Marcos  |
| Vacas                      | Yuri                                   | Marcos                          | Marcos                       | Ana Paula     | Conrado           | Ana Paula | Monique   | Marcos    | Monick    | Monick  | Monick  | Monick  |
| Ovelhas e cabras           | Nicole                                 | Matheus                         | Monique                      | Matheus       | Flávia            | Matheus   | Matheus   | Matheus   | Matheus   | Monique | Matheus | Flávia  |
| Horta e plantas            | Aritana                                | Aritana                         | Rita                         | Monique       | Rita              | Rita      | Rita      | Rita      | Rita      | Rita    | Rita    | Rita    |
| Horta e plantas            | Aritana                                | Aritana                         | Rita                         | Monique       | Rita              | Rita      | Rita      | Rita      | Rita      | Rita    | Rita    | Flávia  |
| Horta e plantas            | Rita                                   | Conrado                         | Ana Paula                    | Rita          | Monick            | Flávia    | Monick    | Marcelo   | Ana Paula | Flávia  | Flávia  | Marcos  |
| Horta e plantas            | Rita                                   | Conrado                         | Ana Paula                    | Rita          | Monick            | Flávia    | Monick    | Marcelo   | Monick    | Flávia  | Flávia  | Marcos  |
| Porcos                     | Marcelo                                | Marcelo                         | Marcelo                      | Conrado       | Monique           | Monique   | Conrado   | Marcos    | Marcelo   | Marcelo | Monique | Yuri    |
| Porcos                     | Marcelo                                | Marcelo                         | Marcelo                      | Conrado       | Monique           | Monique   | Yuri      | Marcos    | Marcelo   | Marcos  | Yuri    | Flávia  |
| Galinhas                   | Monick                                 | Monique                         | Monick                       | Monick        | Matheus           | Monick    | Flávia    | Monick    | Monick    | Monick  | Monick  | Monick  |
| Aves do lago e aves soltas | Bombom                                 | Nahim                           | Bombom                       | Flávia        | Nahim             | Nahim     | Marcos    | Flávia    | Flávia    | Flávia  | Flávia  | Marcos  |
| Aves do lago e aves soltas | Bombom                                 | Nahim                           | Nahim                        | Flávia        | Nahim             | Yuri      | Marcos    | Flávia    | Flávia    | Flávia  | Flávia  | Marcos  |
| Escargots                  | Fábio                                  | Fábio                           | Fábio                        | Fábio         | Aritana           | Aritana   | Aritana   | Aritana   | Ana Paula | Marcos  | Yuri    | Yuri    |
| Escargots                  | Fábio                                  | Fábio                           | Fábio                        | Aritana       | Aritana           | Aritana   | Aritana   | Marcos    | Yuri      | Marcos  | Yuri    | Marcos  |
| Lixo                       | Matheus                                | Flávia                          | Dinei                        | Marcelo       | Marcos            | Conrado   | Yuri      | Monique   | Monique   | Rita    | Rita    | Rita    |
| Lixo                       | Matheus                                | Flávia                          | Dinei                        | Marcelo       | Marcos            | Conrado   | Yuri      | Monique   | Monique   | Rita    | Rita    | Marcos  |
| Função especial            | Ninguém                                | Ninguém                         | Ninguém                      | Cavalo        | Ninguém           | Lhama     | Ninguém   | Avestruz  | Ninguém   | Ninguém | Ninguém | Ninguém |
| Função especial            | Ninguém                                | Ninguém                         | Ninguém                      | Yuri          | Ninguém           | Yuri      | Ninguém   | Monique   | Ninguém   | Ninguém | Ninguém | Ninguém |
| Sem obrigações             | Ana Paula Conrado Marcos Monique Nahim | Bombom Dinei Monick Nicole Rita | Aritana Conrado Flávia Nahim | Aritana Dinei | Ana Paula Marcelo | Ninguém   | Ninguém   | Ninguém   | Ninguém   | Ninguém | Ninguém | Ninguém |

### Punições
Quando há o descumprimento de alguma regra, demora ou erro no cuidado dos animais, os peões recebem alguma punição que prejudique a autossubsistência na sede.
| Data  | Peão          | Motivo | Duração                 | Punição                                                                                             | Fazendeiro da Semana |
| ----- | ------------- | --- | ----------------------- | --------------------------------------------------------------------------------------------------- | -------------------- |
| 13/09 | Fábio         | Não usou o microfone para se comunicar | 3 horas                 | Sem acesso à área da piscina e hidromassagem Exceto Yuri (devido ao sorteio na Prova do Fazendeiro) | Flávia               |
| 15/09 | Monique       | Não usou o microfone para se comunicar | 3 horas                 | Sem água quente somada à punição de Monique, 6 horas                                                | Flávia               |
| 16/09 | Nahim         | Trocou-se no reservado | +3 horas                | Sem água quente somada à punição de Monique, 6 horas                                                | Flávia               |
| 17/09 | Monick        | Não vestiu o pijama da Baia | 3 horas                 | Sem gás somada à punição de Monick, 6 horas                                                         | Flávia               |
| 18/09 | Nicole        | Tomou banho na sede (integrantes da Baia só podem tomar banho na área externa) | +3 horas                | Sem gás somada à punição de Monick, 6 horas                                                         | Flávia               |
| 21/09 | Monique (2)   | Auxiliou no trato dos animais sem os responsáveis ou Fazendeiro | 12 horas                | Sem acesso à academia                                                                               | Ana Paula            |
| 24/09 | Monick (2)    | Sem microfone | 6 horas                 | Sem água encanada somada à punição de Monick, 12 horas                                              | Ana Paula            |
| 24/09 | Marcelo       | Não usou o microfone para se comunicar | +6 horas                | Sem água encanada somada à punição de Monick, 12 horas                                              | Ana Paula            |
| 26/09 | Ana Paula     | Obstrução proposital do microfone | 24 horas                | Sem água quente                                                                                     | Ana Paula            |
| 26/09 | Conrado       | Não vestiu o pijama da Baia | 12 horas                | Sem gás                                                                                             | Ana Paula            |
| 29/09 | Marcos        | Obstrução proposital do microfone | 24 horas                | Sem água encanada                                                                                   | Matheus              |
| 01/10 | Rita          | Não usou o microfone para se comunicar | 24 horas                | Sem água encanada                                                                                   | Matheus              |
| 05/10 | Nahim (2)     | Sem microfone | 24 horas                | Sem reposição de carne                                                                              | Nahim                |
| 07/10 | Dinei         | Fazer as necessidades fora do reservado | 24 horas                | Sem gás                                                                                             | Nahim                |
| 07/10 | Marcos (2)    | Fazer as necessidades fora do reservado | Até a próxima reposição | Sem café                                                                                            | Nahim                |
| 07/10 | Conrado (2)   | Problemas no trato dos porcos | 36 horas                | Sem acesso à academia                                                                               | Nahim                |
| 09/10 | Marcos (3)    | Não carregou um saco com pedras relacionado à atividade | Até a próxima reposição | Sem tapioca                                                                                         | Nahim                |
| 12/10 | Ana Paula (2) | Não cumpriram as regras de convivência na Baia Ana Paula desceu para a Baia sem o pijama completo e usou o chuveirinho, Aritana levou uma manta da sede para Baia e Marcos escovou os dentes na pia dos escargots (sendo que os moradores da Baia só podem usar água do poço) | Até a próxima reposição | Sem qualquer tipo de carne                                                                          | Yuri                 |
| 12/10 | Aritana       | Não cumpriram as regras de convivência na Baia Ana Paula desceu para a Baia sem o pijama completo e usou o chuveirinho, Aritana levou uma manta da sede para Baia e Marcos escovou os dentes na pia dos escargots (sendo que os moradores da Baia só podem usar água do poço) | 24 horas                | Sem sal                                                                                             | Yuri                 |
| 12/10 | Marcos (4)    | Não cumpriram as regras de convivência na Baia Ana Paula desceu para a Baia sem o pijama completo e usou o chuveirinho, Aritana levou uma manta da sede para Baia e Marcos escovou os dentes na pia dos escargots (sendo que os moradores da Baia só podem usar água do poço) | 24 horas                | Sem sal                                                                                             | Yuri                 |
| 12/10 | Flávia        | Mau uso dos microfones | 36 horas                | Sem água encanada                                                                                   | Yuri                 |
| 12/10 | Marcelo (2)   | Mau uso dos microfones | 36 horas                | Sem água encanada                                                                                   | Yuri                 |
| 15/10 | Conrado (3)   | Não cumpriram as regras de convivência na Baia Nenhum dos três soube dizer quem desceu para a Baia sem o pijama completo e usou a pia dos escargots (os moradores da Baia só podem usar água do poço)                                                                         | 24 horas                | Sem carne                                                                                           | Yuri                 |
| 15/10 | Marcos (5)    | Não cumpriram as regras de convivência na Baia Nenhum dos três soube dizer quem desceu para a Baia sem o pijama completo e usou a pia dos escargots (os moradores da Baia só podem usar água do poço)                                                                         | 24 horas                | Sem café                                                                                            | Yuri                 |
| 15/10 | Nahim (3)     | Não cumpriram as regras de convivência na Baia Nenhum dos três soube dizer quem desceu para a Baia sem o pijama completo e usou a pia dos escargots (os moradores da Baia só podem usar água do poço)                                                                         | 24 horas                | Sem café                                                                                            | Yuri                 |
| 16/10 | Conrado (4)   | Não utilizou o lenço da Baia na cabeça | 24 horas                | Sem acesso à casa da árvore                                                                         | Yuri                 |
| 17/10 | Aritana (2)   | Fumou dentro do reservado | 48 horas                | Sem gás e sem pão                                                                                   | Yuri                 |
| 20/10 | Conrado (5)   | Problemas no trato do lixo | 6 horas                 | Sem acesso ao reservado da sede                                                                     | Marcos               |
| 21/10 | Ana Paula (3) | Obstrução proposital do microfone | 48 horas                | Sem água encanada                                                                                   | Marcos               |
| 22/10 | Flávia (2)    | Fazer as necessidades fora do reservado | 24 horas                | Sem gás                                                                                             | Marcos               |
| 25/10 | Aritana (3)   | Não cumpriu as regras de convivência na Baia Desceu para a Baia com item não permitido (toalha) dentro do balde | 24 horas                | Sem carne                                                                                           | Marcelo              |
| 28/10 | Aritana (4)   | Não cumpriu as regras de convivência na Baia Desceu para a Baia com item não permitido (toalha) dentro do balde | 1 noite                 | Dormir com as luzes acesas                                                                          | Marcelo              |
| 30/10 | Marcelo (3)   | Mau uso do microfone | 24 horas                | Sem café e sem pão                                                                                  | Marcelo              |
| 01/11 | Aritana (5)   | Fumou dentro do reservado | 24 horas                | Sem gás                                                                                             | Yuri                 |
| 15/11 | Matheus       | Pegaram o balde errado para a ordenha | 12 horas                | Sem gás                                                                                             | Matheus              |
| 15/11 | Monick (3)    | Pegaram o balde errado para a ordenha | 12 horas                | Sem gás                                                                                             | Matheus              |
| 15/11 | Monick (4)    | Mau uso do microfone | 48 horas                | Sem água encanada                                                                                   | Matheus              |
| 27/11 | Rita (2)      | Auxiliou nas obrigações da vaca sem os responsáveis ou o Fazendeiro | 6 horas                 | Sem gás                                                                                             | Marcos               |
| 01/12 | Marcos (6)    | Escreveu em um guardanapo de papel | 12 horas                | Sem água encanada e sem gás                                                                         | Matheus              |

### Votação
|                       |                       | Sem. 1                       | Sem. 2                       | Sem. 3                        | Sem. 4                       | Sem. 5                      | Sem. 6                        | Sem. 7                        | Sem. 8                          | Sem. 9                        | Sem. 10                       | Sem. 11                    | Sem. 12                             | Sem. 12                             | Sem. 13                   | Votos recebidos |
| Dia 82                | Dia 85                | Sem. 1                       | Sem. 2                       | Sem. 3                        | Sem. 4                       | Sem. 5                      | Sem. 6                        | Sem. 7                        | Sem. 8                          | Sem. 9                        | Sem. 10                       | Sem. 11                    | Final                               |                                     |                           | Votos recebidos |
| --------------------- | --------------------- | ---------------------------- | ---------------------------- | ----------------------------- | ---------------------------- | --------------------------- | ----------------------------- | ----------------------------- | ------------------------------- | ----------------------------- | ----------------------------- | -------------------------- | ----------------------------------- | ----------------------------------- | ------------------------- | --------------- |
| Fazendeiro da Semana  | Fazendeiro da Semana  | Flávia                       | Ana Paula                    | Matheus                       | Nahim                        | Yuri                        | Marcos                        | Marcelo                       | Yuri                            | Marcos                        | Matheus                       | Marcos                     | Matheus                             | (nenhum)                            | Flávia Marcos Matheus     |                 |
| Poder da Chave        | Poder da Chave        | Yuri                         | Marcos                       | Yuri                          | Flávia                       | Marcelo                     | Monique                       | Monick                        | Matheus                         | Flávia                        | Rita                          | Monick                     | (nenhum)                            | (nenhum)                            | Flávia Marcos Matheus     |                 |
| Excluídos (Baia)      | Excluídos (Baia)      | Monick Monique Nicole        | Conrado Marcelo Matheus      | Conrado Dinei Marcelo Rita    | Ana Paula Aritana Marcos     | Conrado Marcos Nahim        | Aritana Flávia Marcelo        | Aritana Marcos Rita           | Ana Paula Marcelo Rita          | Rita Yuri                     | Flávia Monick                 | (nenhum)                   | (nenhum)                            | (nenhum)                            | Flávia Marcos Matheus     |                 |
| Indicado (Fazendeiro) | Indicado (Fazendeiro) | Monick                       | Bombom                       | Nahim                         | Yuri                         | Nahim                       | Conrado                       | Aritana                       | Ana Paula                       | Flávia                        | Monick                        | Yuri                       | Marcos                              | (nenhum)                            | Flávia Marcos Matheus     |                 |
| Indicado (Peões)      | Indicado (Peões)      | Ana Paula                    | Flávia                       | Fábio                         | Dinei                        | Rita                        | Rita                          | Flávia                        | Marcos                          | Marcelo                       | Marcos                        | Rita                       | Monick                              | (nenhum)                            | Flávia Marcos Matheus     |                 |
| Indicado (Baia)       | Indicado (Baia)       | Nicole                       | Matheus                      | Marcelo                       | Marcos                       | Marcos                      | Marcelo                       | Marcos                        | Marcelo                         | (nenhum)                      | Flávia                        | Matheus                    | Rita                                | (nenhum)                            | Flávia Marcos Matheus     |                 |
| Indicado (Baia)       | Indicado (Baia)       | Nicole                       | Matheus                      | Marcelo                       | Marcos                       | Marcos                      | Marcelo                       | Yuri                          | Marcelo                         | (nenhum)                      | Monique                       | Matheus                    | Rita                                | (nenhum)                            | Flávia Marcos Matheus     |                 |
| Indicado (Desafio)    | Indicado (Desafio)    | (nenhum)                     | (nenhum)                     | (nenhum)                      | (nenhum)                     | (nenhum)                    | (nenhum)                      | (nenhum)                      | (nenhum)                        | (nenhum)                      | (nenhum)                      | (nenhum)                   | (nenhum)                            | Flávia Marcos Monick                | Flávia Marcos Matheus     |                 |
|                       |                       |                              |                              |                               |                              |                             |                               |                               |                                 |                               |                               |                            |                                     |                                     |                           |                 |
|                       | Flávia                | Fazendeira                   | Dinei                        | Fábio                         | Dinei                        | Rita                        | Rita                          | Yuri                          | Marcos                          | Monique                       | Marcos                        | Rita                       | Monick                              | Roça                                | Vencedora (Dia 87)        | 18              |
|                       | Marcos                | Ana Paula                    | Flávia                       | Vetado                        | Flávia                       | Matheus                     | Fazendeiro                    | Ana Paula                     | Matheus                         | Fazendeiro                    | Yuri                          | Rita                       | Flávia                              | Roça                                | 2º lugar (Dia 87)         | 12              |
|                       | Matheus               | Vetado                       | Aritana                      | Fazendeiro                    | Dinei                        | Rita (x2) Aritana (x2)      | Rita                          | Yuri                          | Marcos                          | Monick                        | Fazendeiro                    | Rita                       | Monick                              | Salvo                               | 3º lugar (Dia 87)         | 9               |
|                       | Monick                | Aritana                      | Flávia                       | Fábio                         | Dinei                        | Aritana                     | Vetada                        | Flávia                        | Marcos                          | Marcelo                       | Marcos                        | Matheus                    | Flávia                              | Roça                                | Eliminada (Dia 85)        | 6               |
|                       | Rita                  | Ana Paula                    | Flávia                       | Fábio                         | Dinei                        | Matheus (x2)                | Matheus                       | Matheus                       | Matheus                         | Marcelo                       | Marcos                        | Matheus                    | Monick                              | Eliminada (Dia 84)                  | Eliminada (Dia 84)        | 13              |
|                       | Yuri                  | Ana Paula                    | Flávia                       | Fábio                         | Dinei                        | Fazendeiro                  | Matheus                       | Flávia                        | Fazendeiro                      | Marcelo                       | Marcos                        | Matheus                    | Eliminado (Dia 80)                  | Eliminado (Dia 80)                  | Eliminado (Dia 80)        | 5               |
|                       | Monique               | Aritana                      | Aritana                      | Fábio                         | Dinei                        | Rita                        | Rita                          | Flávia                        | Marcos                          | Marcelo                       | Yuri                          | Eliminada (Dia 73)         | Eliminada (Dia 73)                  | Eliminada (Dia 73)                  | Eliminada (Dia 73)        | 5               |
|                       | Marcelo               | Nahim                        | Dinei                        | Fábio                         | Dinei                        | Rita                        | Rita                          | Fazendeiro                    | Marcos                          | Monique                       | Eliminado (Dia 66)            | Eliminado (Dia 66)         | Eliminado (Dia 66)                  | Eliminado (Dia 66)                  | Eliminado (Dia 66)        | 4               |
|                       | Ana Paula             | Vetada                       | Fazendeira                   | Fábio                         | Dinei                        | Rita                        | Rita                          | Flávia                        | Marcos                          | Eliminada (Dia 59)            | Eliminada (Dia 59)            | Eliminada (Dia 59)         | Eliminada (Dia 59)                  | Eliminada (Dia 59)                  | Eliminada (Dia 59)        | 12              |
|                       | Aritana               | Ana Paula                    | Flávia                       | Fábio                         | Dinei                        | Marcelo                     | Monique                       | Monique                       | Eliminada (Dia 52)              | Eliminada (Dia 52)            | Eliminada (Dia 52)            | Eliminada (Dia 52)         | Eliminada (Dia 52)                  | Eliminada (Dia 52)                  | Eliminada (Dia 52)        | 8               |
|                       | Conrado               | Ana Paula                    | Flávia                       | Fábio                         | Dinei (x2)                   | Rita                        | Monique                       | Eliminado (Dia 45)            | Eliminado (Dia 45)              | Eliminado (Dia 45)            | Eliminado (Dia 45)            | Eliminado (Dia 45)         | Eliminado (Dia 45)                  | Eliminado (Dia 45)                  | Eliminado (Dia 45)        | 3               |
|                       | Nahim                 | Ana Paula                    | Flávia (x2)                  | Fábio                         | Fazendeiro                   | Marcelo                     | Eliminado (Dia 38)            | Eliminado (Dia 38)            | Eliminado (Dia 38)              | Eliminado (Dia 38)            | Eliminado (Dia 38)            | Eliminado (Dia 38)         | Eliminado (Dia 38)                  | Eliminado (Dia 38)                  | Eliminado (Dia 38)        | 3               |
|                       | Dinei                 | Ana Paula                    | Flávia                       | Fábio                         | Conrado (x2)                 | Eliminado (Dia 31)          | Eliminado (Dia 31)            | Eliminado (Dia 31)            | Eliminado (Dia 31)              | Eliminado (Dia 31)            | Eliminado (Dia 31)            | Eliminado (Dia 31)         | Eliminado (Dia 31)                  | Eliminado (Dia 31)                  | Eliminado (Dia 31)        | 13              |
|                       | Fábio                 | Ana Paula                    | Aritana                      | Marcos                        | Eliminado (Dia 24)           | Eliminado (Dia 24)          | Eliminado (Dia 24)            | Eliminado (Dia 24)            | Eliminado (Dia 24)              | Eliminado (Dia 24)            | Eliminado (Dia 24)            | Eliminado (Dia 24)         | Eliminado (Dia 24)                  | Eliminado (Dia 24)                  | Eliminado (Dia 24)        | 11              |
|                       | Bombom                | Ana Paula                    | Flávia                       | Eliminada (Dia 17)            | Eliminada (Dia 17)           | Eliminada (Dia 17)          | Eliminada (Dia 17)            | Eliminada (Dia 17)            | Eliminada (Dia 17)              | Eliminada (Dia 17)            | Eliminada (Dia 17)            | Eliminada (Dia 17)         | Eliminada (Dia 17)                  | Eliminada (Dia 17)                  | Eliminada (Dia 17)        | 1               |
|                       | Nicole                | Ana Paula                    | Eliminada (Dia 10)           | Eliminada (Dia 10)            | Eliminada (Dia 10)           | Eliminada (Dia 10)          | Eliminada (Dia 10)            | Eliminada (Dia 10)            | Eliminada (Dia 10)              | Eliminada (Dia 10)            | Eliminada (Dia 10)            | Eliminada (Dia 10)         | Eliminada (Dia 10)                  | Eliminada (Dia 10)                  | Eliminada (Dia 10)        | 0               |
|                       |                       |                              |                              |                               |                              |                             |                               |                               |                                 |                               |                               |                            |                                     |                                     |                           |                 |
| Notas                 | Notas                 | [ nota 6 ]                   | [ nota 7 ]                   | [ nota 8 ]                    | [ nota 9 ]                   | [ nota 10 ]                 | [ nota 11 ]                   | [ nota 12 ]                   | [ nota 13 ]                     | [ nota 14 ]                   | [ nota 15 ]                   | [ nota 16 ]                | [ nota 17 ]                         | [ nota 18 ]                         | [ nota 19 ]               |                 |
| Pré-Roça              | Pré-Roça              | Ana Paula Monick Nicole      | Bombom Flávia Matheus        | Fábio Marcelo Nahim           | Dinei Marcos Yuri            | Marcos Nahim Rita           | Conrado Marcelo Rita          | Aritana Flávia Yuri           | Ana Paula Marcelo Marcos        | (nenhum)                      | Marcos Monick Monique         | Matheus Rita Yuri          | (nenhum)                            | Flávia Marcos Matheus Monick        | (nenhum)                  |                 |
| Salvo                 | Salvo                 | Ana Paula                    | Matheus                      | Nahim                         | Yuri                         | Marcos                      | Marcelo                       | Yuri                          | Marcos                          | (nenhum)                      | Marcos                        | Matheus                    | (nenhum)                            | Matheus                             | (nenhum)                  |                 |
| Roça                  | Roça                  | Monick Nicole                | Bombom Flávia                | Fábio Marcelo                 | Dinei Marcos                 | Nahim Rita                  | Conrado Rita                  | Aritana Flávia                | Ana Paula Marcelo               | Flávia Marcelo                | Monick Monique                | Rita Yuri                  | Marcos Monick Rita                  | Flávia Marcos Monick                | Flávia Marcos Matheus     |                 |
| Eliminado             | Eliminado             | Nicole 31,74% para continuar | Bombom 29,47% para continuar | Fábio 16,97% para continuar   | Dinei 47,95% para continuar  | Nahim 48,23% para continuar | Conrado 40,17% para continuar | Aritana 41,89% para continuar | Ana Paula 32,67% para continuar | Marcelo 32,17% para continuar | Monique 33,46% para continuar | Yuri 49,32% para continuar | Rita 10,49% para continuar          | Monick 11,18% para continuar        | Matheus 3,37% para vencer |                 |
| Eliminado             | Eliminado             | Nicole 31,74% para continuar | Bombom 29,47% para continuar | Fábio 16,97% para continuar   | Dinei 47,95% para continuar  | Nahim 48,23% para continuar | Conrado 40,17% para continuar | Aritana 41,89% para continuar | Ana Paula 32,67% para continuar | Marcelo 32,17% para continuar | Monique 33,46% para continuar | Yuri 49,32% para continuar | Rita 10,49% para continuar          | Monick 11,18% para continuar        | Marcos 40,26% para vencer |                 |
| Eliminado             | Eliminado             | Nicole 31,74% para continuar | Bombom 29,47% para continuar | Fábio 16,97% para continuar   | Dinei 47,95% para continuar  | Nahim 48,23% para continuar | Conrado 40,17% para continuar | Aritana 41,89% para continuar | Ana Paula 32,67% para continuar | Marcelo 32,17% para continuar | Monique 33,46% para continuar | Yuri 49,32% para continuar | Rita 10,49% para continuar          | Monick 11,18% para continuar        | Flávia 56,37% para vencer |                 |
| Outras %              | Outras %              | Monick 68,26% para continuar | Flávia 70,53% para continuar | Marcelo 83,03% para continuar | Marcos 52,05% para continuar | Rita 51,77% para continuar  | Rita 59,83% para continuar    | Flávia 58,11% para continuar  | Marcelo 67,33% para continuar   | Flávia 67,83% para continuar  | Monick 66,54% para continuar  | Rita 50,68% para continuar | Marcos Não divulgado para continuar | Flávia Não divulgado para continuar |                           |                 |
| Outras %              | Outras %              | Monick 68,26% para continuar | Flávia 70,53% para continuar | Marcelo 83,03% para continuar | Marcos 52,05% para continuar | Rita 51,77% para continuar  | Rita 59,83% para continuar    | Flávia 58,11% para continuar  | Marcelo 67,33% para continuar   | Flávia 67,83% para continuar  | Monick 66,54% para continuar  | Rita 50,68% para continuar | Monick Não divulgado para continuar | Marcos Não divulgado para continuar |                           |                 |

#### Legendas
|  | Começou na Equipe Ferro |  | Começou na Equipe Fogo |  | Imune |  | Vetado(a) |

## Classificação geral
| Pos. | Participante       | Meio de indicação      | % para continuar | Eliminado em |
| ---- | ------------------ | ---------------------- | ---------------- | ------------ |
| 1    | Flávia Viana       | Finalista              | 56,37%           | —            |
| 2    | Marcos Härter      | Finalista              | 40,26%           | —            |
| 3    | Matheus Lisboa     | Finalista              | 3,37%            | —            |
| 4    | Monick Camargo     | Prova do Finalista     | 11,18%           | Semana 12    |
| 5    | Rita Cadillac      | Sede (Monick)          | 10,49%           | Semana 12    |
| 6    | Yuri Fernandes     | Fazendeiro (Marcos)    | 49,32%           | Semana 11    |
| 7    | Monique Amin       | Poder da Chave (Yuri)  | 33,46%           | Semana 10    |
| 8    | Marcelo Zangrandi  | Peões (4 votos)        | 32,17%           | Semana 9     |
| 9    | Ana Paula Minerato | Fazendeiro (Yuri)      | 32,67%           | Semana 8     |
| 10   | Aritana Maroni     | Fazendeiro (Marcelo)   | 41,89%           | Semana 7     |
| 11   | Conrado            | Fazendeiro (Marcos)    | 40,17%           | Semana 6     |
| 12   | Nahim              | Fazendeiro (Yuri)      | 48,23%           | Semana 5     |
| 13   | Dinei              | Peões (11 votos)       | 47,95%           | Semana 4     |
| 14   | Fábio Arruda       | Peões (11 votos)       | 16,97%           | Semana 3     |
| 15   | Adriana Bombom     | Fazendeira (Ana Paula) | 29,47%           | Semana 2     |
| 16   | Nicole Bahls       | Baia (Ana Paula)       | 31,74%           | Semana 1     |

## Participações especiais

### Apresentações musicais
| Data                   | Artista               | Tema                 | Ref.   |
| ---------------------- | --------------------- | -------------------- | ------ |
| 29 de setembro de 2017 | Xande de Pilares      | Festa Boemia Carioca | [ 21 ] |
| 20 de outubro de 2017  | Latino                | Festa Brega          | [ 22 ] |
| 27 de outubro de 2017  | Pixote                | Festa Samba          | [ 23 ] |
| 8 de novembro de 2017  | João Neto & Frederico | Pocket show especial | [ 24 ] |
| 10 de novembro de 2017 | Falamansa             | Festa Forró          | [ 25 ] |
| 15 de novembro de 2017 | Sambô                 | Pool Party           | [ 26 ] |

### Outras visitas
| Data                   | Artista                                    | Motivo                                                                          | Ref.   |
| ---------------------- | ------------------------------------------ | ------------------------------------------------------------------------------- | ------ |
| 22 de setembro de 2017 | Xuxa                                       | Conhecer a sede e anunciar que os peões assistiriam a final do Dancing Brasil 2 | [ 27 ] |
| 6 de outubro de 2017   | Sheila Mello                               | Comandar a prova "A Galinha do Ovo de Ouro"                                     | [ 28 ] |
| 6 de novembro de 2017  | Yudi Tamashiro Fernanda Chamma Tutu Morasi | Serem jurados em uma disputa de dança                                           | [ 29 ] |
| 28 de novembro de 2017 | Fábio Porchat                              | Comandar a prova "Paga o Pato"                                                  | [ 30 ] |
| 29 de novembro de 2017 | Fábio Porchat                              | Apresentar o Programa do Porchat diretamente da sede                            | [ 31 ] |
| 6 de dezembro de 2017  | Gugu Liberato                              | Apresentar o Gugu diretamente da sede, entrevistando os finalistas              | [ 32 ] |

## Audiência
Os dados são providos pelo IBOPE e se referem ao público da Grande São Paulo.
| Data de transmissão | SEG             | TER             | QUA             | QUI             | SEX             | SÁB             | DOM             | Média semanal |
| ------------------- | --------------- | --------------- | --------------- | --------------- | --------------- | --------------- | --------------- | ------------- |
| 12/09 a 17/09/2017  | —               | 10,4            | 9,8             | 8,3             | 8,5             | 8,5             | 7,8             | 8,9           |
| 18/09 a 24/09/2017  | 7,8             | 7,6             | 10,1            | 7,7             | 9,0             | 7,5             | 7,2             | 8,1           |
| 25/09 a 01/10/2017  | 9,2             | 9,1             | 10,2            | 8,0             | 7,9             | 7,7             | 8,3             | 8,6           |
| 02/10 a 08/10/2017  | 8,2             | 9,0             | 8,8             | 7,3             | 9,2             | 7,0             | 7,3             | 8,1           |
| 09/10 a 15/10/2017  | 9,1             | 6,4             | 9,0             | 8,1             | 8,7             | 6,8             | 7,9             | 8,0           |
| 16/10 a 22/10/2017  | 9,3             | 10,5            | 9,6             | 7,6             | 3,6             | 6,6             | 7,5             | 7,7           |
| 23/10 a 29/10/2017  | 8,9             | 9,2             | 9,8             | 8,3             | 7,4             | 5,4             | 7,1             | 8,0           |
| 30/10 a 05/11/2017  | 8,5             | 9,9             | 10,8            | 8,8             | 8,9             | 7,0             | 6,8             | 8,6           |
| 06/11 a 12/11/2017  | 9,5             | 10,3            | 9,9             | 9,1             | 8,4             | 8,4             | 6,7             | 8,9           |
| 13/11 a 19/11/2017  | 8,7             | 8,7             | 7,9             | 9,1             | 9,6             | 7,2             | 6,5             | 8,2           |
| 20/11 a 26/11/2017  | 8,5             | 9,6             | 10,2            | 10,3            | 8,4             | 6,8             | 7,1             | 8,7           |
| 27/11 a 03/12/2017  | 9,6             | 10,9            | 10,4            | 11,0            | 10,4            | 7,6             | 7,8             | 9,6           |
| 04/12 a 07/12/2017  | 9,9             | 10,9            | 11,0            | 11,7            | —               | —               | —               | 10,8          |
| 12/09 a 07/12/2017  | Média da edição | Média da edição | Média da edição | Média da edição | Média da edição | Média da edição | Média da edição | 8,6           |

- Em 2017, cada ponto equivale a 70,5 mil domicílios ou 199,3 mil pessoas na Grande São Paulo.

## Prêmios e indicações
| Ano  | Prêmio                  | Categoria                            | Indicado               | Resultado | Ref.    |
| ---- | ----------------------- | ------------------------------------ | ---------------------- | --------- | ------- |
| 2017 | Troféu UOL TV e Famosos | Melhor Reality Show                  | A Fazenda: Nova Chance | Indicado  | [ 119 ] |
| 2017 | Troféu UOL TV e Famosos | Melhor Reality Show: Opinião Crítica | A Fazenda: Nova Chance | Indicado  | [ 119 ] |